# 레우키포스 (신화)
레우키포스(Leucippus)는 그리스 신화에 나오는 메세네의 왕이다. 메세네의 왕 레우키포스는 페리에레스와 고르고포네의 아들이다. 힐라에이라와 포이베라는 두 딸을 두었는데, 그의 조카이자 제우스의 아들이기도 한 디오스쿠로이, 즉 카스토르와 폴리데우케스 형제에게 납치되어 그들의 아내가 되었다. 이로 인해 힐라에이라와 포이베의 약혼자였던 린케우스, 이다스 형제와 디오스쿠로이 간에 싸움이 벌어져 폴리데우케스만 살아 남고 모두 죽었다.